# 馬里安·沙雷茨
馬里安·沙雷茨（Marjan Šarec；1977年12月2日—）是斯洛文尼亚從政者和演員，2018年至2020年擔任該國總理。
沙雷茨於2010年至2018年擔任卡姆尼克市長。在2017年總統選舉，沙雷茨於次輪投票不敵博鲁特·帕霍尔。沙雷茨於2018年代表「馬里安·沙雷茨名單」獲選為國會議員。2018年8月17日，沙雷茨獲選為總理，領導五黨聯合政府。在執政聯盟分歧上升後，沙雷茨於2020年1月27日宣佈辭職，留任至3月13日。